# شعب البوزو
البوزو ( البمبرية: ߓߏ߬ߛߏ) هي مجموعة عرقية مانديّة [الإنجليزية] تقع بشكل أساسي على طول نهر النيجر في مالي . يُعتقد أن اسم بوزو مشتق من بامبارا ߓߐ߬ ߛߏ bɔ-so "بيت الخيزران"؛ يشير اللفظ إلى المجموعة العرقية بأكملها ولكنهم يستخدمون أسماء عشائرية أكثر تحديدًا مثل سوروجويي، وهاين، وتيي أنفسهم. يشتهرون بصيد الأسماك ويشار إليهم أحيانًا باسم "سادة النهر".
اللغة البوزوزية، التي تنتمي إلى المجموعة الفرعية سونينكي-بوزو من شمال غرب اللغات الماندية، كانت تعتبر تقليديا لهجات من لغة واحدة على الرغم من وجود أربعة أنواع مميزة على الأقل.
تشكلت جوانب ثقافة البوزو في ظل إمبراطورية غانا في القرن العاشر، عندما استولى البوزو على ضفاف نهر النيجر. كان البوزو هم مؤسسو مدينتي جينيه وموبتي في مالي.
على الرغم من أن البوزو هم في الغالب مسلمون، إلا أنهم يحافظون على عدد من التقاليد الروحانية أيضًا. الطوطم الحيواني لديهم هو الثور، الذي يمثل جسمه نهر النيجر وتمثل قرونه قوارب الصيد البوزو.
تشير إحصاءات عام 2000 إلى أن عدد سكان البوزو في مالي بلغ 132.100 نسمة.

## فهرس
- Ligers، Ziedonis (1964–1969). Les Sorko (Bozo), maîtres du Niger: étude ethnographique (four volumes). Paris: Librairie des Cinq Continents.
- in (ردمك 3-570-19230-X): Geo Special Westafrika, Article: Sexualkunde am Fluss